# ガイウス・スクリボニウス・クリオ (紀元前76年の執政官)
ガイウス・スクリボニウス・クリオ（ラテン語: Guy Scribonius Curio、紀元前125年ごろ - 紀元前53年）は紀元前1世紀初期・中期の共和政ローマの政治家・軍人。紀元前76年に執政官（コンスル）を、紀元前61年にはケンソル（監察官）を務めた。

## 出自
クリオは、プレブス（平民）であるスクリボニウス氏族の出身。氏族は第二次ポエニ戦争のころに初めて記録に登場する。シリウス・イタリクスの長編叙事詩『プニカ』に、ピケヌム出身のスクリボニウス・クリオが登場し、カンナエの戦いに参加しオファント川で溺死している。しかし、次の世代の人物もクリオのコグノーメン（家族名）を名乗っているのは確かであり、歴史学者F. ミュンツァーはスクリボニウス氏族がピケニアに紀元を持つことを疑問視している。分かっていることは、氏族は紀元前3世紀に他の都市からローマに移住したということである。
氏族としては、ルキウス・スクリボニウス・リボが紀元前204年にプラエトル（法務官）に就任している。クリオ家としてはガイウス・スクリボニウス・クリオが紀元前193年に首都担当法務官となった。ミュンツァーによると、クリオ家は3代に渡って弁論家としての名声を得た。その最初の人物が、本記事のガイウス・スクリボニウスの父であるガイウスで、紀元前122年ごろに法務官を務めている。

## 経歴

### 初期の経歴
キケロは、ガイウス・ユリウス・カエサル・ストラボ・ウォピスクス（紀元前90年按察官で紀元前127年-131年ごろ誕生）と同い年かあるいは少し若い弁論家として、クリオ、ガイウス・アウレリウス・コッタ（紀元前75年執政官）、プブリウス・スルピキウス（紀元前88年護民官）、クィントゥス・ウァリウス・セウェルス（紀元前前90年護民官）、グナエウス・ポンポニウス（紀元前90年護民官）、ルキウス・フフィウス、マルクス・リウィウス・ドルスス（紀元前91年護民官）、プブリウス・アンティスティウス（紀元前88年護民官）を列挙している。このことから、クリオの生誕年は紀元前125年ごろと推定される。
クリオは比較的早く父を亡くしているが、父の教えによって純粋なラテン語で話すように習慣付けられていた。紀元前90年代には、弁論家として有名になっていた。自身の能力を見せるために、クリオは当時の最も有力な一族であるカエキリウス・メテッルス家の代表者とも言えるクィントゥス・カエキリウス・メテッルス・ネポスを告訴した。この裁判は、ネポスが執政官に就任した直後の紀元前98年、あるいは任期満了後の紀元前97年に行われたようだ。罪状が何であったのか，また裁判がどのように終わったのかは知られていない。その数年後、クリオはマルクス・アントニウス・オラトル（紀元前99年執政官）ともケントゥムビリ（私法を扱う司法裁判所）で対決し、コッシ兄弟を弁護した。裁判の詳細は不明ではあるが、キケロはその弁論を「誰かの真似をしているようには見えないが、ある種の力強さ、優雅さ、豊富な表現力によって、彼自身のスタイルを形成していた。単に流暢さだけでなく、判断力のある弁論者が持つべき資質があった」と高く評価している。
クリオは紀元前91年に改革を実施しようとした護民官マルクス・リウィウス・ドルススの支持者であった。ドルススは執政官ルキウス・マルキウス・ピリップスと対立し殺害される。その後支持者であったクリオも、おそらく裁判にかけられた。にもかかわらず、クリオは翌紀元前90年に護民官に就任した。しかし、評判は良くなかったようである。彼が民会である演説をしたとき、聴衆がみな帰ってしまい、それからは演説をやめてしまった。この不人気のためか、彼はクルスス・ホノルム（名誉のコース）の重要ステップとされるアエディリス選挙には立候補しなかった。紀元前87年、クリオはルキウス・コルネリウス・スッラの軍に加わり、第一次ミトリダテス戦争に赴くことを選んだ。
E. グリュンは、クリオがスッラの軍に加わったのは、何らかの訴追から逃れるためであったと考えている。A. キブニーは、クリオが民衆に「退屈な印象」を持たれて選挙で勝つのが難しくなったため、新たな方向性である軍務を選択したと考えている。戦争の相手であるポントス王国は、軍事強国ではないが裕福であり（戦利品が期待できる）、将来に対する輝かしい展望が開けたと言えた。また、前年にローマに侵攻したスッラを嫌い、その軍に加わる有力者がほとんどいなかったことも、クリオに有利であった。また、クリオはスッラと古くからの交友関係を持っていたかもしれない。
紀元前86年3月1日、ローマ軍はアテナイを攻撃する。アテナイの僭主アリスティオンが防備を固めたアクロポリスを攻略するように命令されたのはクリオであった。アリスティオンは飢えと渇きのために降伏し、処刑された。翌年、スッラはミトリダテス6世とダルダノスの和約を結ぶが、クリオはミトリダテスに国を奪われていたビテュニアのニコメデス4世とカッパドキアのアリオバルザネスに王国の再興を約束した。
クリオはスッラと共にイタリアに戻った。しかし、その後のスッラとマリウス派の内戦への参加や、それに続くマリウス派に対する弾圧への関与に関しては、資料がない。ただクリオがカンパニアでマリウスの財産の一部を受け取ったことだけが知られている。
クリオは遅くとも紀元前80年までには法務官に就任したはずである。紀元前79年には、クリオはキャリアを始めたばかりのキケロと民事裁判で対決した。キケロはガイウス・アウレリウス・コッタの客人のティティニアを、クリオはセルウィリウス・ナエウィウスという人物の弁護を行うことになったが、キケロの弁護が終わって自分の番になると、急に自分の演説を全部忘れてしまい、それをティティニアの呪文と魔術のせいにした。

### 執政官および前執政官
紀元前78年末、クリオは執政官選挙に立候補した。しかし選挙運動の途中で、マメルクス・アエミリウス・レピドゥス・リウィアヌスのために立候補を取り下げた。結果レピドゥスが当選するが、この辞退はレピドゥスの弟であるマルクス・リウィウス・ドルススとクリオの古い友情が理由かもしれない。翌年、クリオは再度立候補して当選、紀元前76年の執政官に就任した。同僚執政官は同じくプレブスのグナエウス・オクタウィウスであった。
ミュンツァーは、この時点でクリオがポンティフェクス（神祇官）の一員であったと考えている（神祇官としてのクリオが資料で言及されているのは紀元前57年のできごとに関してである）。非常に信心深い人物であったクリオは、元老院にシビュラの書の復元を提案した。この年、護民官グナエウス・シキニウスが、スッラが制定した護民官の権限を制限する法律の廃止を訴えたが、両執政官はこれに反対した。シキニウスは当初から嘲笑をもってクリオを攻撃していたが、両者の対立については全体的にはほとんど知られていない。サッルスティウスは、シキニウスはノビレス（新貴族）たちに「包囲され」、この対立は「無実の護民官の死につながった」と書いているが、これを本当にシキニウスが殺害されたのか、あるいは単なる比喩なのかに関して、歴史学者の意見は分かれている。
その年（紀元前76年）の夏ごろには、クリオは死去したアッピウス・クラウディウス・プルケルの後任としてマケドニア属州の総督となり、現地に赴任した。クリオは5個ローマ軍団を隷下に有していた。その1個がディラキウムで反乱したが、クリオはこれを鎮圧している。その年の終わりまでにトラキアのモエシ族に勝利した。翌紀元前75年にもプロコンスル（前執政官）としてインペリウム（軍事指揮権）を継続し、ダルダニア族とその周辺部族を撃ち破り、ローマの将軍としては初めてドナウ川下流域に達し、後にモエシア属州となる地域を征服した。紀元前74年も前執政官権限を維持し、現地部族の反乱を抑え、ローマに戻って凱旋式を実施した。凱旋式のファスティの欠損のために、式の実施日は不明であるが、紀元前74年末か、あるいは紀元前73年だったかもしれない。

### その後
ローマに戻ってまもなく、クリオはクィントゥス・カエキリウス・メテッルス・ネポス に告訴された。クリオが若いころ、ネポスの父を裁判にかけたことがあったが、父ネポスは死の床で、自らの仇を討つよう息子に遺言したという。しかしクリオは反論し、裁判を免れた。同じころ、クリオは数々の汚職事件の被告となったガイウス・ウェッレスを弁護した。一例では、護民官クイントゥス・オピミウスの告発から保護している。検察側の代表はキケロであった。裁判の前日、クリオは新たに選出された執政官クィントゥス・ホルテンシウス・ホルタルスに同行していたウェッレスに出会った。クリオはウェッレスを抱きしめて、「今日の民会では貴兄は無罪になった」と言った。しかし、実際の裁判ではキケロが弾劾演説を行い、有罪を免れないと悟ったウェッレスは亡命した。
紀元前60年代に入っても、クリオは政治家として活発に活動した。紀元前66年には、他の執政官経験者と共に、第三次ミトリダテス戦争の指揮権をグナエウス・ポンペイウスに移譲する案を支持した。クリオはまた、当時頭角を現してきたカエサルに対して、鋭い攻撃を繰り返した。彼は演説の中で、カエサルとマルクス・リキニウス・クラッススが権力を掌握しようと企んでいることを非難し（いわゆるカティリナの陰謀）、ガリア・トランスパダナ（ポー川以北のガリア・キサルピナ）の住民にローマ市民権を与えることに反対した（クリオはトランスパダナの権利は認めるとしつつも、常に「利益を優先させよう」と付け加えた）。歴史学者は、スエトニウスの記述にある、カエサルが何人もの既婚女性と関係を持っていたという部分は、クリオの発言に基づいている可能性があると考えている。
紀元前63年12月5日の元老院の会議において、クリオは他の執政官経験者と同様に、カティリナの共謀者を処刑するというデキムス・ユニウス・シラヌスの提案を支持した。カエサルは死刑ではなく終身刑が妥当としたため、元老院を出ようとしたときに、カティリナの弾劾演説を行った執政官キケロの護衛をしていた多くの若者たちが、剣を持って駆けつけて脅した。プルタルコスによれば、クリオは敵意を持っていたにもかかわらず、トーガをカエサルの周りに投げつけて彼を逃がした。
この頃にはクリオの同名の一人息子が成人した。家族内での意見の相違があったにもかかわらず、政治においては、父と息子は常に共に行動してきた。紀元前62年、男子禁制のボナ・デアの祭りが最高神祇官であったカエサルの家で行なわれた際、プブリウス・クロディウス・プルケルがカエサルの妻であったポンペイアと情交を結ぼうとして、女装してカエサルの家に侵入したものの、すぐに見つかるという事件が起こった。翌年に行われた裁判では、クリオ父子ともにプルケルを支援した。執政官の一人であるマルクス・プピウス・ピソ・フルギ・カルプルミアヌスがプルケルを冒涜罪で裁判にかけることを提案したとき 、この案に反対するために父は元老院を、息子は民会を招集した。実際には元老院でクリオを支持したのは15人のみであった。しかしカエサルが庇ったこともあり、プルケルは無罪となった。
キケロは裁判でプルケルのアリバイを虚偽と証言した。結果、プルケルとクリオ親子が共にキケロの政敵となった。クリオは定期的にキケロと激しい議論を交わしていた。紀元前61年5月にキケロは友人のティトゥス・ポンポニウス・アッティクスに手紙を書いて鬱憤をはらしている。

不滅の神々よ！何という戦いだ！何という大惨事だ！ピソとクリオとその取り巻きに猛攻撃をかけたのは何だったのだ！老人たちの不安定さと若者の不品行を何と感じたか！それも何度も何度もだ。天よ助け給え！
キケロ『アッティクス宛書簡集』、I, 16, 1.

キケロは紀元前61年中に二人の政敵に対する発言をまとめた「クロディウスとクリオへの反論（Clodium et Curionem）」を書くが、出版はしなかった。ところが、3年後にキケロが護民官となったプルケルに、カティリナ裁判の違法性を理由にローマから追放されると、このテキストはローマ中に広まった。このテキストの内容に関しては二つのことしか知られていない。キケロは、スッラのもとでクリオがガイウス・マリウスの財産を自分のものにしたこと、またクリオが厳格な道徳心を持っていたにもかかわらず、不道徳なプルケルを支持したことに対する非難である。
現代の歴史学者は、紀元前61年にクリオが監察官に就任したと考えている。が、カピトリヌスのファスティの紀元前72年から紀元前61年の部分が欠落しており、同僚が誰だったかは分からない。しかし、この年に国勢調査が行われたことは分かっている。紀元前59年にカエサルが執政官に就任するが、クリオは彼に反対し続けた。カエサルが提唱した農耕法の反対者の中にクリオの名が挙げられているが、結局農耕法は採択された。同年秋、クリオは「ウェッティス事件」に巻き込まれた。クリオの息子が、ルキウス・ウェッティスという人物がポンペイウスを暗殺しようとしていることをクリオに伝え、クリオはそれをポンペイウスに伝えた。
キケロは追放前からカエサルとプルケルに対抗するためにクリオに接近していた。紀元前58年、クリオはホルタルスと共に、キケロの追放解除を求める元老院議員やエクィテス（騎士階級）を率い、翌年に召還決議が可決された。紀元前56年には、ローマへ亡命していた前エジプト王プトレマイオス12世の王位復帰を具体的にどのように支援するかについての元老院の論争に参加したが、彼が「手厳しかった」ことだけは知られている（プトレマイオス12世は紀元前55年に復位）。カエサルの影響力が増大し続ける中、クリオはカエサルの経歴に対する抗議を文学的な形で行い、紀元前55年にカエサルの経歴全般を批判的に検証した小冊子を出版した。
クリオは紀元前53年に死去した。息子は父の功績を称え、葬儀の際に競技会を開催した。

## 知的活動
キケロによると、一部の人々の中では、クリオは、プブリウス・スルキピウス（紀元前88年後民間）、ガイウス・アウレリウス・コッタ（紀元前75年執政官）に次ぐ、同世代で三番目に有能な弁論家であると信じられていた。キケロ自身も、クリオの言葉遣いが美しく立て板に水の流暢な演説を認識しており、それは家庭でいい言語環境に恵まれたためと考えていた。同時に、クリオは自分の天与の才能を伸ばすことは何もせず、まともなできる教育を受けようともしなかったとも評価している：「ローマの弁論家達の中で、クリオほどギリシア・ローマ文学の教養に関して無知で無学な人はいなかった。詩人のことは知らなかったし、弁論家の演説は読んでいなかったし、過去の歴史も一切知らなかった。刑法も民法も市民法も知らなかった。」。
キケロによれば、演説の要素のうち、クリオが習得したのはただ一つ、「言葉の輝きと豊富さ」であったという。「発想は鈍いし、話の配置もばらばら、実演と記憶力はあざけりと嘲笑の対象になっていた」。クリオは演説のときに体を揺らす癖があり、これが嘲笑されていたのだ。ガイウス・ユリウス・ストラボは、クリオの演説の後に「小船に乗って演説しているのはどなたですか」と言った。護民官グナエウス・シキニウスも似たようなことを言った。

シキニウスが護民官として両執政官を民会に紹介した後、クリオがオクタウィウスを隣に座らせて長い演説をした。オクタウィウスが包帯に巻かれて体が痛むので薬を塗りたくっていたのを指してシキニウスはこう言った。「オクタウィウス殿、あなたは御同僚に命を救われましたな。あの人がいつものよう揺れていたおかげで、ハチに刺されずに済んだのですから」
キケロ『ブルトゥス』、217.

とりわけ、クリオは弁論家にしては驚くほど記憶力が悪く、演説の途中で自分の演説をすぐに忘れてしまうこともしばしばあった。さらには、文章を書いても前後関係に間違いがあった。カエサルを非難する小冊子の中でも、とある論争が執政官カエサルが開いた元老院が終わった直後に行われたという設定なのに、その中でカエサルが翌年以降に行ったガリア統治を批判している。

## 家族
紀元前90年ころ、クリオはルキウス・メンミウス（紀元前90年護民官）の娘と結婚した。この結婚により息子が一人生まれた。息子は厳格な父を嫌ってか、かなり荒れた生活を送っていたとされる。息子はマルクス・アントニウスと徒党を組み、アントニウスに暴飲暴食や女性との交際、そして法外で贅沢な支出に従事させた。このため、アントニウスの借金は250タレント（1タレントは金33kg程度）という法外なものとなった。アントニウスは息子クリオを保証人にしていたが、父はそれを聞いてアントニウスを家から追放した。それにもかかわらず、政治の世界では、親子は結束していた。息子クリオは紀元前49年に法務官に就き、内戦ではカエサルに従ってアフリカ属州攻略を担当したが、そこで戦死した。

## 参考資料

### 古代の資料
- ガイウス・プリニウス・セクンドゥス『博物誌』
- プルタルコス『対比列伝』
- ガイウス・サッルスティウス・クリスプス『歴史』
- ガイウス・スエトニウス・トランクィッルス『皇帝伝』
- マルクス・トゥッリウス・キケロ『ブルトゥス』
- マルクス・トゥッリウス・キケロ『義務について』
- マルクス・トゥッリウス・キケロ『アッティクス宛書簡集』
- マルクス・トゥッリウス・キケロ『ハルスペクスの応答について』
- マルクス・トゥッリウス・キケロ『ウェッレス弾劾』
- マルクス・トゥッリウス・キケロ『友人宛書簡集』
- クィントゥス・アスコニウス・ペディアヌス『キケロ演説に対する注釈書』
- セクストゥス・ユリウス・フロンティヌス『戦術書』

### 研究書
- Grimal P. Cicero. - M .: Molodaya gvardiya, 1991 .-- 544 p. - ISBN 5-235-01060-4 .
- Egorov A. Julius Caesar. Political biography. - SPb. : Nestor-History, 2014 .-- 548 p. - ISBN 978-5-4469-0389-4 .
- Korolenkov A. , Smykov E. Sulla. - M .: Molodaya gvardiya, 2007 .-- 430 p. - ISBN 978-5-235-02967-5 .
- Lyubimova O. Mark Licinius Crassus and the plebeian tribunes of the 70s of the 1st century BC e. // Bulletin of ancient history. - 2013. - No. 2 . - S. 148-157 .
- Broughton T. Magistrates of the Roman Republic. - New York, 1951. - Vol. I. - P. 600.
- Broughton T. Magistrates of the Roman Republic. - New York, 1952. - Vol. II. - P. 558.
- Gruen E. The Last Generation of the Roman Republic. - Berkeley, 1974.
- Кeaveney A. Who were the Sullani? // Klio. - 1984 .-- T. 66 . - S. 114-150 .
- Münzer F. Römische Adelsparteien und Adelsfamilien. - Stuttgart, 1920. - P. 437.
- Münzer F. Scribonius // RE. - 1921. - Bd. IIA, 1. - Kol. 858-859.
- Münzer F. Scribonius 10 // RE. - 1921. - Bd. IIA, 1. - Kol. 862-867.